# Inspectoría Independencia Guadalupe
Inspectoría Independencia Guadalupe är en ort i Mexiko.   Den ligger i kommunen San Antonio Nanahuatípam och delstaten Oaxaca, i den sydöstra delen av landet, 260 km sydost om huvudstaden Mexico City. Inspectoría Independencia Guadalupe ligger 834 meter över havet och antalet invånare är 128.
Terrängen runt Inspectoría Independencia Guadalupe är varierad. Runt Inspectoría Independencia Guadalupe är det ganska tätbefolkat, med 52 invånare per kvadratkilometer. Närmaste större samhälle är San Gabriel Casa Blanca, 1,9 km nordväst om Inspectoría Independencia Guadalupe. I omgivningarna runt Inspectoría Independencia Guadalupe växer huvudsakligen savannskog.